# Lääneotsa
Lääneotsa – wieś w Estonii, w prowincji Harju, w gminie Viimsi, w zachodniej części wyspy Prangli.